# 彭肇洙
彭肇洙，字仲尹。眉州丹稜（今四川丹稜縣人），清朝官員。
彭肇洙與兄弟彭端淑、彭遵泗一起讀書紫雲山下，雍正十一年與彭端淑同榜中進士，名列兄前。兄弟三人都為進士，有「丹稜三彭」之稱。曾任河南道監察御史，著有《撫松亭稿》。